# Лодовико Антонио Муратори
Лодовико Антонио Муратори (Вињола, 21. октобар 1672 — Модена, 23. јануар 1750) је био италијански историчар.

## Биографија
Рођен је у сиромашној породици у малом месту Вињола у близини Модене. Још као дете је показивао велику жељу за учењем. Студирао је права, филозофију и теологију на универзитету у Модени. На њега је утицао бенедиктинац Бенедикт Бакини, један од најстајнијих умова тадашње Италије. Муратори ће га касније називати "оцем италијанске историографије". У Милано је дошао 1695. године где се бавио издавањем рукописа славне Амброзијанске библиотеке. Моденски војвода Риналдо I га је 1700. године именовао за библиотекара и архивара своје дворске библиотеке. Као свештенику, поверена му је мала парохија Светог Марија дела Помпоза у звању превоа. 
Мураторијеве заслуге као историчара леже у његовом раду заснованом на поређењу извора и лако читљивом стилу писања који је претрпео утицај раног француског просветитељства. Италијани га славе и због заслуга на унапређењу италијанског језика и његове филологије. Написао је прве европске расправе о историји друштва због чега га сматрају и утемељивачем социологије. 

## Дела
Муратори је написао велики број дела од којих су најважнија:
- Rerum italicarum scriptores - збирка наративних извора за историју Италије од 500. до 1500. године у 25 томова. Излазила је у периоду од 1723. до 1751. године у Милану.
- Annali d' Italia - у 14 томова у којој је Муратори формулисао законе историјског научног издаваштва.
- Antiquitates italicae medii aevi - збирка расправа у шест томова коју је Муратори написао из привредне, црквене и дипломатске историје.